# محمد فرحات (مغربي)
محمد فرحات يُلقّب بأبو مونيا (21 يوليو 1921، الصويرة - 11 نوفمبر 2011، الرباط) مدرس وصحفي ونقابي شيوعي مغربي.
مؤسس وعضو سابق في المكتب السياسي للحزب الشيوعي المغربي، الذي أصبح فيما بعد حزب التقدم والاشتراكية.

## مسيرته
عاش محمد فرحات حياة مليئة بالكفاح من أجل استقلال المغرب. قام بخطواته الأولى في الصحافة العسكرية للحزب الشيوعي المغربي، خلال الفترة الاستعمارية. كثيرا ما كان يتم ترحيله من المغرب من قبل السلطات الفرنسية إلى الجزائر. خلال فترة نفيه، كان يعمل حتى عام 1954 في صحيفة ألجي ريبيبليكان، الجهاز المركزي لحزب اليقظة الاشتراكية (الحزب الشيوعي الجزائري)، كان يضم أسماء كبيرة مثل ألبير كامو وعبد الرحمن بنزين وهنري علاق ونشطاء آخرون ميّزوا تاريخ الجزائر. أثناء نفيه في البلدان الشرقية، أسّس وأدار محطة إذاعية ناطقة باللغة العربية في تيرانا بألبانيا، والتي تنقل رسائل النضال ضد الاستعمار.
كان أيضا واحدا من أكبر المروجين للثقافة الأمازيغية. كان مسؤولاً عن إطلاق أول صفحة أسبوعية للأمازيغية في المغرب تنشر باللغة الأمازيغية، والتي أعدها أسبوعيًا لسنوات عديدة.
توفي بتاريخ 11 نوفمبر 2011، وتم دفنه في مقبرة الشهداء بالرباط.